# Dry Gulch Park
Dry Gulch Park är en park i Kanada.   Den ligger i provinsen British Columbia, i den södra delen av landet, 3 000 km väster om huvudstaden Ottawa. Dry Gulch Park ligger 976 meter över havet.
Terrängen runt Dry Gulch Park är bergig åt nordost, men åt sydväst är den kuperad. Trakten runt Dry Gulch Park är nära nog obefolkad, med mindre än två invånare per kvadratkilometer.. Närmaste större samhälle är Invermere, 7,4 km söder om Dry Gulch Park.
I omgivningarna runt Dry Gulch Park växer i huvudsak barrskog.